# Denier (Pas-de-Calais)
Denier település Franciaországban, Pas-de-Calais megyében. Lakosainak száma 93 fő (2022. január 1.). Denier Ambrines, Liencourt, Lignereuil, Sars-le-Bois, Beaufort-Blavincourt és Berlencourt-le-Cauroy községekkel határos.

## Népesség
A település népességének változása:
| Lakosok száma | 74   | 78   | 84   | 86   | 87   | 89   | 90   | 91   | 93   |
|               | 2013 | 2015 | 2016 | 2017 | 2018 | 2019 | 2020 | 2021 | 2022 |